# Nevel'sk
Nevel'sk (in russo Невельск?, in giapponese Honto) è una cittadina della Russia asiatica, situata nell'Estremo Oriente Russo nell'Oblast' di Sachalin; è capoluogo dell'omonimo rajon.
Fondata nel 1789 sul sito di un insediamento di Ainu, ottenne lo status di città nel 1946; il nome attuale le è stato dato in onore dell'ammiraglio sovietico Gennadij Nevel'skoj.

## Società

### Evoluzione demografica
Fonte: mojgorod.ru
- 1959: 19.700
- 1979: 23.500
- 1989: 24.200
- 2002: 18.639
- 2006: 17.400